# Navenne
Navenne ist eine Gemeinde im französischen Département Haute-Saône in der Region Bourgogne-Franche-Comté. Sie gehört zum Agglomerationsraum Vesoul.

## Geographie
Navenne liegt auf einer Höhe von 260 m über dem Meeresspiegel, etwa zwei Kilometer südlich der Stadt Vesoul (Luftlinie). Das Dorf erstreckt sich im zentralen Teil des Departements, an leicht erhöhter Lage in einer Mulde am südlichen Rand des Beckens von Vesoul, am Nordfuß des Plateau de Cassini.
Die Fläche des 3,91 km² großen Gemeindegebiets umfasst einen Abschnitt im Bereich des Beckens von Vesoul. Der zentrale Teil des Gebietes wird von der nach Norden offenen Mulde von Navenne eingenommen. Sie weist eine Breite von ungefähr einem Kilometer auf. Nach Norden reicht das Areal bis in die Alluvialebene des Durgeon bei Vesoul hinunter. Diese Ebene liegt durchschnittlich auf 220 m. Die nördliche Grenze verläuft heute entlang der Rue Pierre Curie. Früher reichte der Gemeindeboden bis an den Flusslauf des Durgeon, und auch das Bahnhofareal von Vesoul gehörte zu Navenne. Dieser Gemeindeteil wurde jedoch der Stadt Vesoul zugeschlagen.
Auf drei Seiten ist die Mulde von Navenne von bewaldeten Hängen umgeben, die zu den Hochflächen der Hügellandschaft zwischen den Tälern von Saône und Ognon überleiten. Im Osten befindet sich die Höhe von Montmartine, im Süden die Hochfläche von Cassini, auf der mit 441 m die höchste Erhebung von Navenne erreicht wird. Im Westen ragt das Plateau des Mont Cita (386 m) als Vorsprung nordwärts in das Becken hinaus. Die Oberkante des steil nach Navenne abfallenden Hanges wird an mehreren Orten von Felsbändern gekrönt.
Während am unteren Hang um Navenne kalkige und sandig-mergelige Sedimente der unteren Jurazeit (Lias) hervortreten, bestehen die Höhenzüge aus widerstandsfähigem Kalkgestein der mittleren Jurazeit.
Zu Navenne gehört die Siedlung La Tuilerie (225 m) im Talbecken des Durgeon am Stadtrand von Vesoul. Nachbargemeinden von Navenne sind Vesoul im Norden, Quincey im Osten, La Demie im Süden sowie Échenoz-la-Méline im Westen.

## Geschichte
Das Gebiet von Navenne kann auf eine sehr lange Besiedlungsgeschichte zurückblicken. Ausgrabungen auf dem Plateau des Mont Cita (auch Camp de César) förderten Überreste eines bronzezeitlichen Siedlungsplatzes zutage. Aus der Hallstattzeit sind Scherbenfunde bekannt. Der Ortsname Navenne geht auf das keltische Wort naven zurück und bedeutet so viel wie am Fuß des Abhanges/Hügels.
Im Mittelalter gehörte das Dorf zur Freigrafschaft Burgund und darin zum Gebiet des Bailliage d’Amont. Die lokale Herrschaft hatten seit 1312 die Herren von Faucogney inne. Navenne und Graisse, ein Dorf, das während des Dreißigjährigen Krieges zerstört und nicht mehr wiederaufgebaut wurde, bildeten zwei kleine Herrschaften. Zusammen mit der Franche-Comté gelangte Navenne mit dem Frieden von Nimwegen 1678 definitiv an Frankreich. In der zweiten Hälfte des 19. Jahrhunderts profitierte Navenne durch die Industrialisierung. Zunächst wurde der Bahnhof Vesoul auf dem Gemeindegebiet erbaut, und in der Nähe siedelten sich Industriebetriebe an. Um 1875 wurde der gesamte Gemeindeteil in der Ebene des Durgeon der Stadt Vesoul zugeteilt, so dass die Einwohnerzahl von Navenne um fast 50 % (440 Personen) abnahm. Heute ist Navenne Mitglied des 19 Ortschaften umfassenden Gemeindeverbandes Communauté de communes de l’agglomération de Vesoul.

## Sehenswürdigkeiten
Die einschiffige Dorfkirche Saint-Martin wurde 1783 errichtet und besitzt bemerkenswerte bemalte Bleiglasfenster.
Nördlich des Dorfes befindet sich ein Militärfriedhof (Cimetière National de Navenne), der im Anschluss an den Zweiten Weltkrieg angelegt wurde.
Zu den sehenswerten profanen Bauwerken zählen der ehemalige Herrschaftssitz mit reicher Innenausstattung (unter anderem ein Salon im Stil Louis-seize) und das Château de Graisse aus dem 19. Jahrhundert.

## Bevölkerung
| Jahr                       | 1901 | 1931 | 1962 | 1968 | 1975 | 1982 | 1990 | 1999 | 2006 | 2017 |
| Einwohner                  | 591  | 896  | 1195 | 1419 | 1597 | 1533 | 1629 | 1641 | 1748 | 1660 |
| Quellen: Cassini und INSEE |      |      |      |      |      |      |      |      |      |      |

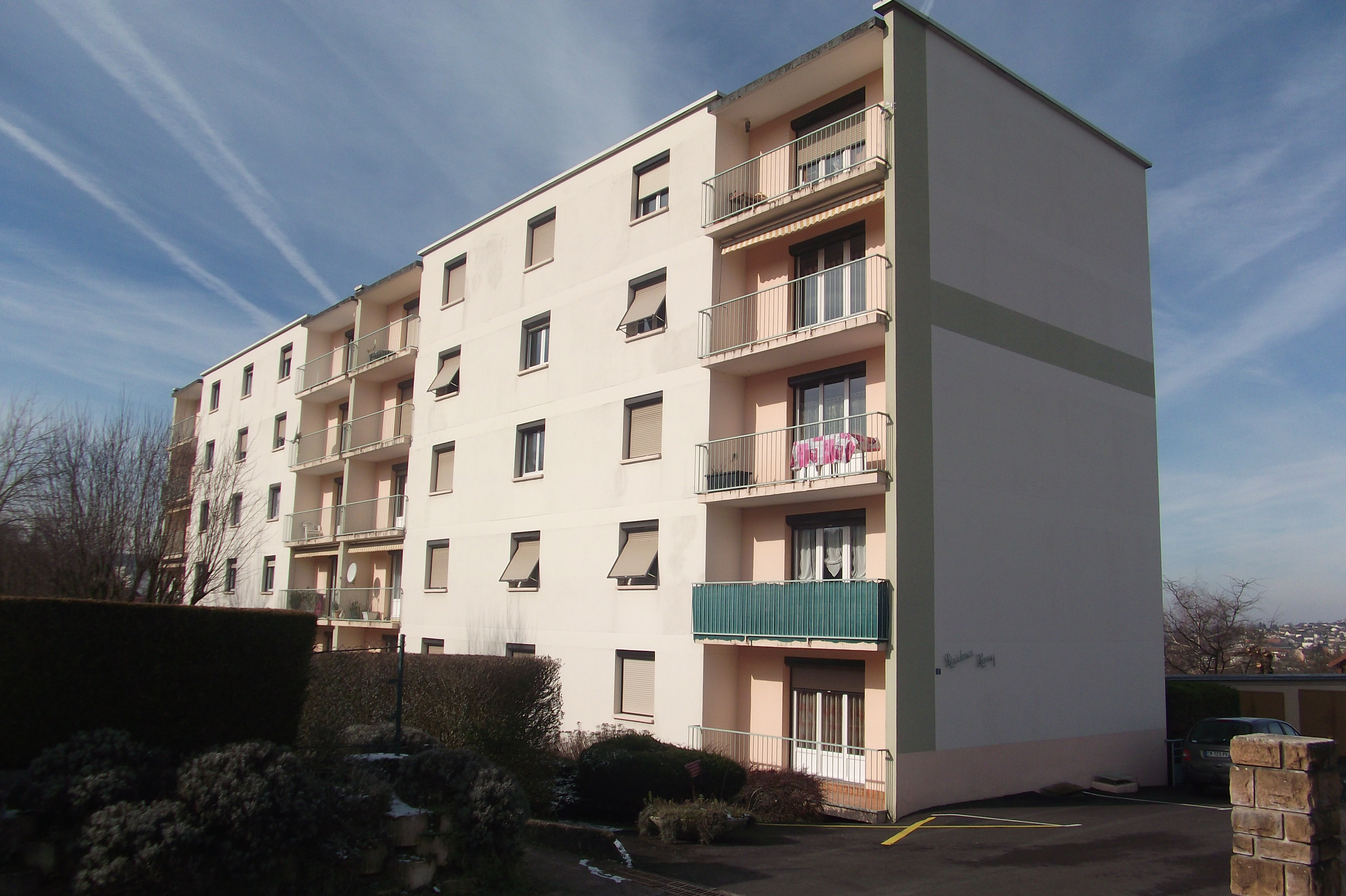
Wohnhaus in Navenne

Mit 1591 Einwohnern (1. Januar 2022) gehört Navenne zu den größeren Gemeinden des Départements Haute-Saône. Nachdem die Einwohnerzahl in der ersten Hälfte des 20. Jahrhunderts nur relativ langsam zugenommen hatte, wurde in der Zeit von 1962 bis 1975 ein kräftiges Bevölkerungswachstum verzeichnet. Nach einem vorübergehend leicht rückläufigen Trend wurde seit 1982 wieder ein kontinuierlicher langsamer Anstieg der Bevölkerungszahl beobachtet. Das Siedlungsgebiet von Navenne ist heute mit denjenigen von Vesoul und Échenoz-la-Méline beinahe lückenlos zusammengewachsen.

## Wirtschaft und Infrastruktur
Navenne war noch bis ins 20. Jahrhundert hinein ein vorwiegend durch die Landwirtschaft (Ackerbau, Weinbau und Viehzucht) geprägtes Dorf. Seit den 1930er Jahren haben sich im Norden des Gemeindegebietes in der Talebene des Durgeon neue Siedlungen und eine Gewerbe- und Industriezone entwickelt. Zu den wichtigen Branchen gehören das Bau- und Transportgewerbe, Feinmechanik und elektrische Anlagen. Daneben gibt es verschiedene Dienstleistungsunternehmen, Betriebe des Einzelhandels sowie einen Supermarkt. Navenne ist Standort eines Berufsschulungszentrums für Erwachsene und eines Rehabilitationszentrums (Centre de Rééducation fonctionelle). Viele Erwerbstätige sind auch Wegpendler, die in den anderen Ortschaften der Agglomeration Vesoul ihrer Arbeit nachgehen.
Die Ortschaft ist verkehrstechnisch gut erschlossen. Straßenverbindungen bestehen mit Vesoul, Vaivre-et-Montoille, Quincey und La Demie. Navenne ist durch eine Buslinie mit der Stadt Vesoul verbunden.